# ロゴヴィスタ
ロゴヴィスタ (LogoVista) は、東京都多摩市に本社を置く、翻訳ソフトや電子辞典を開発・販売する企業である。また、同社の代表的な製品名 (LogoVista Pro) でもある。

## 概要
高精度な自動翻訳を売りとしている。ハーバード大学言語学科教授久野暲の指導のもと開発された「LogoVista翻訳エンジン」を搭載しており、各分野の先進企業、官公庁、研究機関、大学、翻訳者など幅広い分野で利用されている。但し、同社の看板商品である「LogoVista Proシリーズ」は高額な価格設定であるため（例：LogoVista Pro 2020 フルパック メーカー小売希望価格 94,076 円（税込））、個人利用向けには「コリャ英和！シリーズ」を展開している。

## 製品

### 翻訳ソフト

#### LogoVista Professional
- LogoVista PRO 2020 ベーシック for Win
- LogoVista PRO 2020 フルパック for Win

#### LogoVista メディカル
Mac版の日英翻訳はインターネット接続環境が必要。
- LogoVista メディカル 2020 ベーシック for Win
- LogoVista メディカル 2020 フルパック for Win
- LogoVista メディカル 2018 ベーシック for Mac
- LogoVista メディカル 2018 ベーシック for Mac

#### LogoVista 経済・金融ビジネス
- LogoVista 経済・金融ビジネス V2 for Win

#### コリャ英和！
Mac版の日英翻訳はインターネット接続環境が必要。また、一部製品はジャストシステムに一発翻訳！シリーズとしてOEM供給されている。
- コリャ英和！一発翻訳 2020 for Win
- コリャ英和！一発翻訳 2020 for Win ビジネス・技術専門辞書パック
- コリャ英和！一発翻訳 2020 for Win 医歯薬ベーシック
- コリャ英和！一発翻訳 2020 for Win 医歯薬南山堂パック
- コリャ英和！一発翻訳 2020 for Win マルチリンガル （英語/日本語/フランス語/ドイツ語/イタリア語/ポルトガル語/スペイン語/ロシア語/中国語/韓国語）
- コリャ英和！韓国語 2019 for Win
- コリャ英和！中国語 2019 for Win
- コリャ英和！フランス語 2019 for Win
- コリャ英和！ドイツ語 2019 for Win
- コリャ英和！イタリア語 2019 for Win
- コリャ英和！ポルトガル語 2019 for Win
- コリャ英和！スペイン語 2019 for Win
- コリャ英和！ロシア語 2019 for Win
- コリャ英和！一発翻訳 2018 for Mac
- コリャ英和！一発翻訳 2018 for Mac ビジネス・技術専門辞書パック
- コリャ英和！一発翻訳 2018 for Mac 医歯薬ベーシック

### 電子辞典
- 国語辞典ソフト
- 英語・外国語辞典ソフト
- 百科・実用辞典ソフト
- 医学辞典ソフト
- 法律・経済辞典ソフト
- その他専門辞典ソフト
- セット辞典